# Silent Hill: Orphan
Silent Hill: Orphan (conocido en Europa como Silent Hill Mobile) es un videojuego de terror y de aventura en primera persona desarrollado por Gamefederation y publicado por Konami en 2007 para los teléfonos móviles. Es parte de la serie del mismo nombre que trata sobre un misterioso pueblo llamado Silent Hill y el primer juego en la franquicia para teléfonos celulares. Una secuela directa llamada Silent Hill: Orphan 2 o Silent Hill Mobile 2 fue lanzada en 2008.
El argumento de Orphan se desenvuelve en un orfanato abandonado de Silent Hill donde 30 años atrás hubo un extraño incendio y una masacre donde murieron la mayoría de huérfanos excepto tres: Ben, Moon y Karen. Los sobrevivientes regresan al orfanato para descubrir lo que sucedió realmente la noche de la masacre. Orphan revela nuevas perspectivas en eventos del pasado del pueblo y se juega en perspectiva de primera persona y por medio de una interfaz point and click.

## Desarrollo
El juego fue lanzado en el año 2007 en formato .jar para los teléfonos móviles en Europa y Japón. La versión de América se publicó casi un año después del lanzamiento original y tenía cambios técnicos y estéticos, variando la apariencia de los monstruos y añadiendo más luz a las áreas para facilitar resolver los acertijos.

### Jugabilidad
Silent Hill: Orphan se divide en tres capítulos con tres protagonistas diferentes, Ben, Moon y Karen. Las acciones de los personajes se conectan entre sí durante el argumento. Los protagonistas están armados únicamente con una pistola y un cuaderno aunque pueden encontrar otros objetos para resolver acertijos. Orphan se juega en una visión de primera persona con una interfaz point and click y su enfoque es hacia los acertijos. El combate está limitado a una sola criatura y para luchar contra ella hay que apuntar a su punto débil y dispararle. En la versión europea y japonesa del juego el monstruo es una criatura de cuatro patas. En la versión americana, es un extraño montículo de carne adherida al techo.

## Argumento
Orphan inicia con el protagonista Ben despertando en el Orfanato Sheppard de Silent Hill. Ben es uno de los pocos huérfanos que sobrevivieron a los eventos de una noche misteriosa hace treinta años donde casi todos los ocupantes del orfanato murieron en un incendio. Ben decidió regresar para descubrir qué sucedió realmente esa noche pero se encuentra encerrado en el orfanato. Mientras explora el lugar abandonado escucha una voz misteriosa que le dice que vaya al cuarto de las duchas, donde él solía refugiarse en su infancia. Allí escucha los gritos de otra persona, Karen, a través de un ducto de ventilación. Karen tampoco puede recordar cómo llegó al lugar donde está y Ben se ofrece a rescatarla. Después el protagonista encuentra un extraño símbolo rojo en un baño que transforma el orfanato en el grotesco y sangriento "Otro Mundo" infestado de monstruos. Ben resuelve acertijos crípticos y descubre que cuando era niño le diagnosticaron cáncer. Al descubrir eso Ben regresa al cuarto de las duchas y es atacado por una fuerza misteriosa, En las secuelas se revela que el había vuelto para morir ahí por el cáncer que padecia.
El juego cambia a la perspectiva de Moon, otra huérfana que sobrevivió la masacre. Ella descubre el cuerpo de Ben en el cuarto de las duchas y la misma fuerza extraña que atacó a Ben le dice a Moon que se suicide; Moon en su niñez tenía una enfermedad mental que le provocaba herirse ella misma y esa fue la razón por la que sus padres la llevaron al orfanato. Después de explorar más el orfanato Moon obtiene un par de tijeras y la voz le dice que las use para matarse, pero ella las usa para resolver un acertijo que la lleva a descubrir una carta suicida dirigida a sus padres y escrita por Moon, la cual ella no recuerda haber escrito jamás. Moon entra a una habitación sugerida por la carta y allí encuentra a la voz de nuevo y es atacada por una fuerza misteriosa.
El tercer capítulo cambia a la perspectiva de Karen, quien está encerrada en un depósito sin manera de escapar. Ella escucha una voz en el ducto de ventilación (Ben) quien ofrece ayudarla. Karen entonces descansa y cae dormida. Cuando despierta, la puerta está abierta y ella encuentra un cadáver en el cuarto de las duchas. Mientras Karen explora el orfanato ella recupera fragmentos de sus recuerdos a través de la voz que atacó a Ben y Moon; Karen es la hermana del personaje de Silent Hill Alessa Gillespie, quien es de hecho la voz del orfanato. Después de obtener un dibujo y resolver un acertijo Karen entra a una habitación en el Otro Mundo donde encuentra a Alessa. Alessa la ayuda a recuperar todos sus recuerdos. Se revela que Alessa quería vengarse por ser puesta en el orfanato donde sufrió de burlas por parte de los otros niños y manipuló a su hermana, Karen, para que asesinara a todas las personas del lugar. Karen lo hizo pero creció sin saber la verdad y olvidó la masacre. Karen le dice a Alessa que ella no quería asesinar y que Alessa es la única responsable de la venganza. Alessa, pensando que Karen está en contra de ella, manifiesta a un monstruo. Después de que Karen lo asesina Alessa le dice que visite a Moon; "ella está esperando..."

## Personajes
Anexos: Personajes de Silent Hill
- Ben es el protagonista del primer capítulo, uno de los sobrevivientes de la masacre del orfanato. Ben regresa para descubrir lo que realmente ocurrió en la noche del incendio. Durante el transcurso del juego se revela que cuando era niño lo diagnosticaron con cáncer y es asesinado en el cuarto de las duchas.

- Moon es la protagonista del segundo capítulo. Cuando era niña sufría de una enfermedad mental que la hacía herirse de manera fatal y por esta razón sus padres la llevaron al orfanato. Durante el juego la voz de Alessa incita a Moon a suicidarse y cuando ella se rehúsa finalmente la ataca.

- Karen es la última protagonista en el tercer capítulo. Ella está encerrada en un depósito y no recuerda cómo ni porqué llegó al orfanato. Al despertar se encuentra libre y mientras explora el orfanato escucha una voz misteriosa que le revela su pasado: Karen es la hermana de Alessa, personaje de Silent Hill. Alessa la usó para vengarse del orfanato, llevando a Karen a cometer la masacre. Al concluir del juego Alessa le informa a Karen que Moon la "está esperando" dejando el final abierto.[3]

## Silent Hill: Orphan 2
Al igual que su predecesor, esta entrega también es en .Jar o Java para celulares. En esta ocasión el jugador toma el control de dos personajes, Lucas y Vincent.